# خواص الکترونی در نانوساختار
مواد نانوساختار با ابعاد کوچکتر از ۱۰۰ نانومتر از جمله موضوعات مهم در زمینه علم مواد و نانوتکنولوژی هستند. در این مقاله، به بررسی خواص الکترونیکی مواد نانوساختار خواهیم پرداخت. خواص الکترونیکی از جمله هدایت الکتریکی، جریان نانوسیال، ظرفیت الکتریکی و خواص نوری مواد، با تغییر ابعاد نانوساختارها تغییر می‌کنند. این خواص الکترونیکی، امکان استفاده از مواد نانوساختار در زمینه‌هایی مانند الکترونیک، اپتوالکترونیک و تراشه‌سازی را فراهم می‌آورد.

## دسته‌بندی خواص نانوساختارها
در اینجا، خواص الکترونیکی مواد نانوساختار را به چهار دسته اصلی زیر تقسیم می‌کنیم:

### هدایت الکتریکی در نانوساختارها
بخش هدایت الکتریکی در خصوص خواص الکترونیکی مواد نانوساختار بسیار مهم است. در این بخش، به تحلیل خواص هدایت الکتریکی مواد نانوساختار پرداخته می‌شود که با کاهش ابعاد نانوساختارها به حدی کوچک که به بعد یک‌بعدی برسند، خواص رهبری الکتریکی در جهت طولی مواد تغییر می‌کند. این خواص بسیار جذاب و منحصر به فرد هستند و به عنوان مواد جدیدی در صنایع الکترونیکی، اپتوالکترونیک و تراشه‌سازی مورد استفاده قرار می‌گیرند.
واحدهای نانومتری نانوساختارها، انتقال الکترون‌ها را در جهت طولی آنها محدود می‌کند. این به این معنی است که الکترون‌ها در جهت طولی نانوساختار به‌طور انحصاری حرکت می‌کنند و به عنوان هدایت الکتریکی یک بعدی عمل می‌کنند. این ویژگی الکترونیکی برای ایجاد تراشه‌های نانوساختار با کارایی بالا و قدرت پردازش بیشتر بسیار مهم است.

### جریان نانوسیال در نانوساختار
بخش جریان نانوسیال مورد بررسی در خصوص خواص الکترونیکی مواد نانوساختار قرار می‌گیرد. در این بخش، تأثیر سطح مواد نانوساختار بر جریان الکتریکی مورد بررسی قرار می‌گیرد. با کاهش ابعاد نانوساختارها، سطح مواد به‌طور چشم‌گیری افزایش می‌یابد و این باعث ایجاد تأثیر قوی سطح بر جریان الکتریکی می‌شود. این خواص نانوسیال در مواد نانوساختار، که به عنوان کانال‌های نانوسیال عمل می‌کنند، به وضوح دیده می‌شوند.
نانوسیال‌ها، موادی هستند که ابعاد نانومتری و ماکروسکوپی را در بر می‌گیرند. در این مواد، جریان الکتریکی به‌طور عمده در نزدیکی سطح و در کانال‌های نانومتری رخ می‌دهد. این کانال‌ها می‌توانند توسط نانولوله‌ها، نانوسیم‌ها و ساختارهای پوروس نانومتری تشکیل شوند.
یکی از مثال‌های برجسته در این حوزه نانولوله‌های کربنی (CNT) است. نانولوله‌های کربنی با قطر نانومتری دارای جریان الکتریکی بسیار بالا و خواص نانوسیال هستند. این خواص نانوسیال در نانولوله‌های کربنی به دلیل حرکت الکترون‌ها در جهت طولی نانولوله‌ها و در نزدیکی سطح آنها بسیار بهبود یافته است. این ویژگی الکترونیکی برای استفاده در تراشه‌های الکترونیکی پیشرفته و تراشه‌های حسگر نانوساختار بسیار ارزشمند است.
علاوه بر نانولوله‌های کربنی، سیم‌های نانومتری دیگری نیز به عنوان کانال‌های نانوسیال عمل می‌کنند. سیم‌های نانومتری با ابعاد کوچک، جریان الکتریکی را در فضای نانومتری هدایت می‌کنند و از خواص نانوسیال برخوردارند.
در کل، بخش جریان نانوسیال در مواد نانوساختار، به ما امکان می‌دهد تا خواص الکترونیکی برجسته و جدیدی را برای استفاده در تراشه‌های الکترونیکی، حسگرهای نانوساختار و دستگاه‌های الکترونیکی کوچک‌تر و کارآمدتر بهبود بخشیم.

CNT: نانو لوله‌های کربنی

### ظرفیت الکتریکی (خازنگری) در نانوساختار
بخش ظرفیت الکتریکی در خصوص خواص الکترونیکی مواد نانوساختار بسیار مهم است. در این بخش، به تحلیل خواص ظرفیت الکتریکی مواد نانوساختار پرداخته می‌شود که با کاهش ابعاد نانومتری آنها، خواص خازنگری در مقیاس نانو تغییر می‌کند. این خاصیت الکترونیکی برای ایجاد تراشه‌ها و سیستم‌های الکترونیکی با کارایی بالا بسیار مهم است.
خازنگری به معنای توانایی یک ماده در ذخیره و تجمیع بار الکتریکی است. خازن‌ها از دو الکترود مجزا که توسط یک جداسازی (دی‌الکتریک) از هم جدا شده‌اند تشکیل می‌شوند. با اعمال ولتاژ بر روی خازن، بار الکتریکی در دو الکترود ذخیره می‌شود و خازن شارژ می‌گیرد. خواص خازنگری مواد نانوساختار به دلیل تغییر سطح و حجم ماده در مقیاس نانو، به‌طور قابل توجهی متفاوت از خواص مواد بزرگتر است.
با افزایش سطح مواد نانوساختار به دلیل ابعاد کوچک، ظرفیت خازنی ماده افزایش می‌یابد. این امر به این معنی است که میزان ذخیره الکتریکی در یک واحد حجم به‌طور قابل توجهی افزایش می‌یابد. در نتیجه، مواد نانوساختار دارای خواص خازنگری بسیار بالا هستند که به صورت فراوان در تکنولوژی‌های الکترونیکی و اپتوالکترونیکی استفاده می‌شوند.
مثال‌هایی از مواد نانوساختار با خواص خازنگری منحصر به فرد عبارتند از:
1. نانوذرات فلزی: با کاهش ابعاد نانوذرات، سطح مواد افزایش می‌یابد و بنابراین ظرفیت خازنی نانوذرات فلزی افزایش می‌یابد. این خواص خازنگری باعث می‌شود که نانوذرات فلزی بتوانند در کاربردهایی مانند سوئیچ‌های الکترونیکی و تجهیزات ذخیره‌سازی انرژی مورد استفاده قرار گیرند.
2. نانوسیم‌ها و نانونخل‌ها: با کاهش ابعاد سیم‌ها و نخل‌ها به حد نانومتری، ظرفیت خازنی آنها افزایش می‌یابد. این مواد به عنوان ساخت‌بلورهای الکترونیکی با کارایی بالا و تراشه‌های خازنی در دستگاه‌های الکترونیکی استفاده می‌شوند.

در کل، بخش خازنگری در مورد خواص الکترونیکی مواد نانوساختار، ما را قادر می‌سازد تا خواص خازنگری منحصر به فرد این مواد را بررسی کنیم و از آنها در تکنولوژی‌های الکترونیکی پیشرفته، تراشه‌های نانوساختار و دستگاه‌های الکترونیکی با کارایی بالا بهره ببریم.

### خواص نوری در نانوساختار
بخش خواص نوری در خصوص خواص الکترونیکی مواد نانوساختار بسیار حائز اهمیت است. در این بخش، به تحلیل تأثیر ابعاد نانومتری مواد بر خواص نوری آنها می‌پردازیم. خواص نوری شامل جذب، پراکندگی، انعکاس و انتقال نور توسط مواد نانوساختار است که در طول موج‌های مختلف قابل مشاهده است.
یکی از موارد مهم در خواص نوری مواد نانوساختار، جذب نور است. با کاهش ابعاد نانومتری مواد، ظرفیت جذب نور آنها افزایش می‌یابد. این خاصیت می‌تواند در ایجاد سلول‌های خورشیدی نانوساختار و سنسورهای نوری پیشرفته مورد استفاده قرار گیرد.
همچنین، مواد نانوساختار قادرند به‌طور انتخابی نور را پراکنده کنند. این به معنی تغییر رنگ مواد در نانوساختارها است که می‌تواند در ایجاد رنگ‌های پوشش‌دهی و نمایشگرهای نانوساختار مورد استفاده قرار بگیرد.
علاوه بر این، مواد نانوساختار قادرند نور را به صورت انعکاسی از خود بازتاب دهند. با تنظیم و کنترل ساختار نانومتری مواد، می‌توان به‌طور دقیق رنگ و شدت بازتاب نور را تنظیم کرد. این خاصیت می‌تواند در تولید سطوح ضدانعکاس، آینه‌های نانوساختار و تراشه‌های نوری استفاده شود.
همچنین، مواد نانوساختار قابلیت انتقال نور را نیز دارا هستند. با کاهش ابعاد مواد، دامنه انتقال نور بهبود می‌یابد و می‌توان از این خاصیت در ساخت اپتیکال فیبرها، ولنه‌مترها و تجهیزات ارتباطات نوری استفاده کرد.
به‌طور کلی، بخش خواص نوری در مورد خواص الکترونیکی مواد نانوساختار ما را قادر می‌سازد تا خواص منحصر به فرد این مواد در تعامل با نور را بررسی کنیم و از آنها در تکنولوژی‌های نوری پیشرفته، سنسورهای نوری و دستگاه‌های نوری با کارایی بالا بهره ببریم.

## نتایج
نتایج تحقیقات نشان می‌دهند که خواص الکترونیکی مواد نانوساختار به‌طور قابل توجهی با تغییر ابعاد تغییر می‌کنند. نانوساختارها با اندازه کوچک خواص الکتریکی منحصر به فردی دارند و به عنوان مواد جدیدی در صنایع الکترونیکی، اپتوالکترونیک و تراشه‌سازی استفاده می‌شوند. این خواص جدید، امکانات و کاربردهای نوینی را به ارمغان می‌آورند.
بحث در این مقاله متمرکز بر تأثیر ابعاد نانوساختارها بر خواص الکترونیکی بود. با انجام تحقیقات بیشتر در زمینه خواص الکترونیکی مواد نانوساختار، می‌توان این خواص را بهبود بخشید و کاربردهای گسترده‌تری برای این مواد ایجاد کرد.